# Simon (Išunin)
Simon (světským jménem: Vladimir Nikolajevič Išunin; * 7. prosince 1951, Leningrad) je ruský duchovní Ruské pravoslavné církve a arcibiskup bruselský a belgický.

## Život
Narodil se 7. prosince 1951 v Leningradu v rodině kněze.
Po dokončení střední školy nastoupil roku 1970 na Leningradský duchovní seminář a do roku 1972 sloužil v řadách Sovětské armády.
Dne 17. ledna 1975 byl metropolitou leningradským a novgorodským Nikodimem (Rotovem) postřižen na monacha a přijal mnišské jméno Simon na počest svatého apoštola Šimona-Petra. O dva dny později jej rukopoložil na hierodiakona a stejného roku začal studovat na Leningradské duchovní akademii.
Dne 13. června 1976 byl rukopoložen na jeromonacha.
V letech 1975–1978 byl osobním sekretářem metropolity Nikodima.
Od roku 1978 působil jako asistent inspektora semináře a akademie a po dokončení studia roku 1979 začal v semináři přednášet historii Ruské církve.
V letech 1981–1982 sloužil v Novo-Valaamském monastýru ve Finsku.
Roku 1982 byl povýšen na archimandritu a stal se představeným chrámu Povýšení svatého Kříže v Petrozavodsku a blagočinným blahočiní u chrámů oloněcké eparchie.
Dne 23. března 1987 jej Svatý synod zvolil biskupem bruselským a belgickým.
Dne 11. dubna 1987 proběhla v chrámu Svaté Trojice Trojicko-sergijevské lávry jeho biskupská chirotonie. Světiteli byli metropolita leningradský a novgorodský Alexij (Rüdiger), metropolita krutický a kolomenský Juvenalij (Pojarkov), arcibiskup smolenský a vjazemský Kirill (Gunďajev), biskup kirovský a slobodský Chrisanf (Čepil) a biskup kaširský Feofan (Halynskyj).
Dne 30. srpna 1991 se stal dočasným správcem haagské a nizozemské eparchie.
Dne 24. února 1994 byl povýšen na arcibiskupa.
Dne 28. prosince 2017 jej Svatý synod osvobodil od funkce dočasného správce haagské eparchie.